# گندوخ
گندوخ (روسی: Гендух) یک روستا در ناحیه داغستان در کشور روسیه است.